# Коберн (Вирџинија)
Коберн (енгл. Coeburn) град је у америчкој савезној држави Вирџинија. По попису становништва из 2010. у њему је живело 2.139 становника.

## Демографија
Према попису становништва из 2010. у граду је живело 2.139 становника, што је 143 (7,2%) становника више него 2000. године.
| Група             | 2000.         | 2010.         |
| Белци             | 1.891 (94,7%) | 2.015 (94,2%) |
| Афроамериканци    | 56 (2,8%)     | 62 (2,9%)     |
| Азијати           | 2 (0,1%)      | 0 (0,0%)      |
| Хиспаноамериканци | 12 (0,6%)     | 36 (1,7%)     |
| Укупно            | 1.996         | 2.139         |